# Samuel Page
Samuel Page (Whitefish Bay (Wisconsin), 5 november 1976) is een Amerikaans acteur. Zijn echte naam is Samuel L. Elliott.
Page studeerde aan de Princeton-universiteit waar hij in 1998 afstudeerde als Bachelor of Arts in ecologie en evolutionaire biologie werd. Als sporter doet hij mee aan baseball, voetbal, ijshockey, golf en tennis.
Hij wilde echter liever acteur worden en vertrok naar Californië. In Los Angeles, trad hij op in de televisieshows Men, Women & Dogs, Undressed, 7th Heaven, Popular, Hang Time en Border Town. In New York, speelde hij in All My Children. Hij had ook een gastrol in CSI:Miami en Wicked Science.
Page was van 2006 tot en met 2007 te zien als Casy Woodland in de televisieserie Shark, in het team van openbaar aanklager Stark.